# 요르단 요리

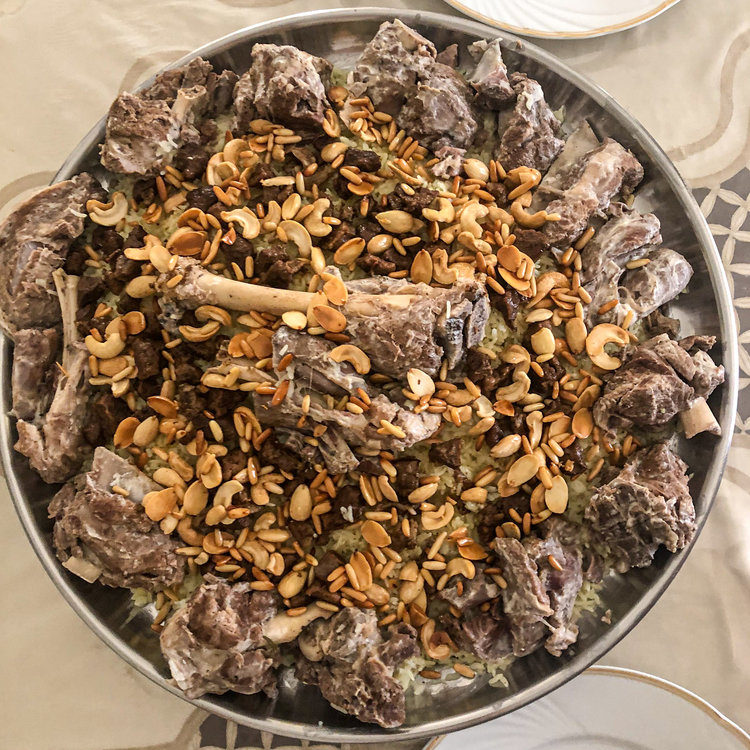
만사프

요르단 요리(Jordan 料理, 아랍어: مطبخ أردني 마트바크 우르둔니이[*])는 서남아시아 레반트 지역에 있는 요르단의 요리이다.
요르단 요리에는 베이킹, 소테와 구이에서 채소 (당근, 잎, 가지 등), 고기 및 가금류에 이르기까지 다양한 기술이 사용된다. 요르단 요리에서 흔히 볼 수 있는 점은 특별한 소스로 음식을 볶거나 준비하는 것이다.

## 요르단 음식

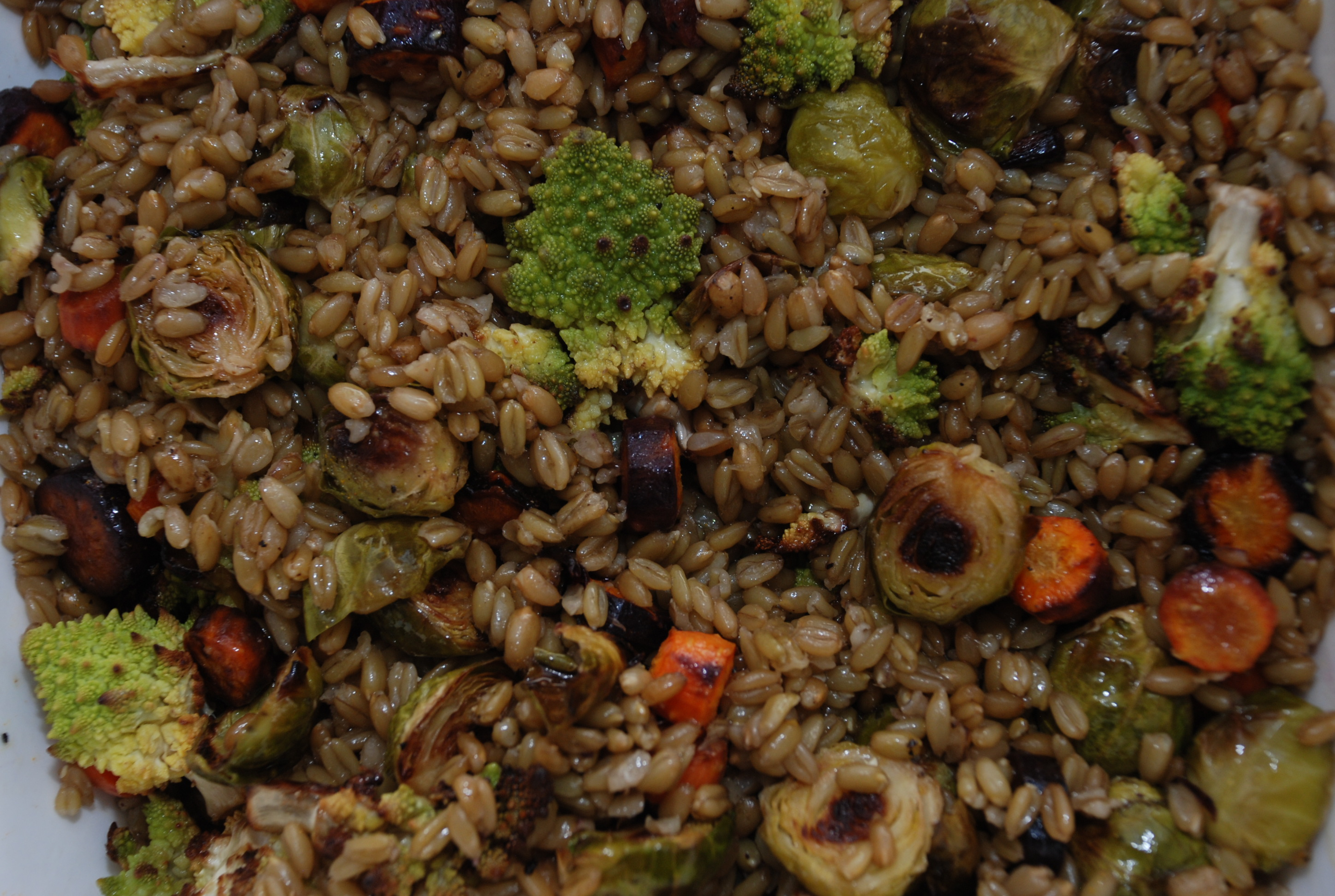
프리케

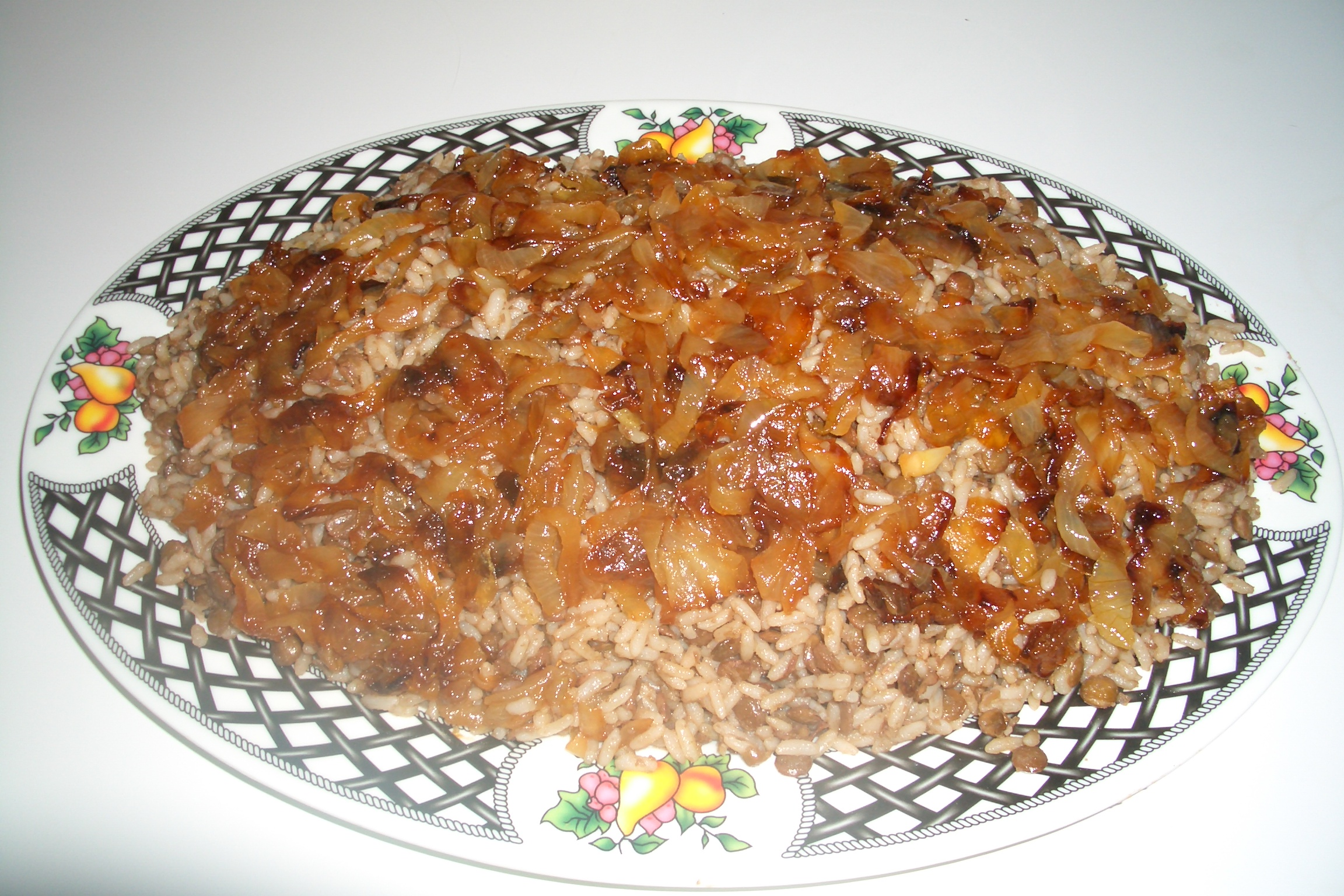
무잣다라

- 시슈바라크
- 바미아
- 부르굴
- 파솔라다
- 풋강낭콩
- 팟테
- 프리케
- 캅사
- 케밥
- 쿠프타
- 코우사 마시
- 쿠스쿠스
- 양배추말이
- 만사프
- 마끌루바
- 무사카
- 물루키야
- 무삭칸
- 하니트
- 돌마
- 꾸지

## 같이 보기
- 레반트 요리
- 아랍 요리
- 아시아 요리
- 중동 요리
- 지중해 요리